# Persulfate de potassium
Le persulfate de potassium, aussi connu sous le nom de peroxodisulfate de potassium, est un composé inorganique de formule K2S2O8. Ce sel solide blanc très soluble dans l'eau est un oxydant puissant, couramment utilisé pour entamer une polymérisation.

## Préparation
Le persulfate de potassium peut être préparé par électrolyse d'une solution froide de bisulfate de potassium dans de l'acide sulfurique sous haute pression.
2 KHSO4  →   K2S2O8  +  H2
Il peut également être préparé par l'ajout de bisulfate de potassium (KHSO4) à une solution d'un sel plus soluble encore, le persulfate d'ammonium (NH4)2S2O8. En principe, il peut également être préparé par l'oxydation du sulfate de potassium par le fluor.

## Utilisations

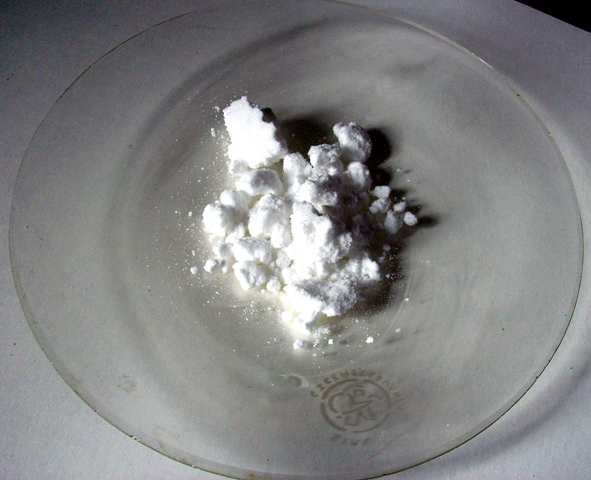
échantillon de persulfate de potassium

Ce sel est utilisé pour amorcer la polymerisation de divers composés important pour le commerce comme le polytétrafluoroéthylène. En solution, le dianion se dissocie pour donner des radicaux:
[O3SO-OSO3]2− {\displaystyle {\overrightarrow {\leftarrow }}}   2 [SO4]−
Il est utilisé en chimie organique comme agent d'oxydation.
Il est aussi utilisé comme agent de blanchissement, dans les teintures capillaires, avec le peroxyde d'hydrogène.
En tant qu'oxydant puissant, on l'utilise pour déterminer la quantité de composé azoté dans des échantillons d'eau par exemple.
C'est aussi un additif alimentaire[citation nécessaire] codé (E)922 interdit dans l'Union Européenne.

## Précautions
Oxydant puissant, il n'est pas compatible avec des composés organiques et peut donc être dangereux pour l'homme.